# 伊尔松
伊尔松（法語：Hirson，法語發音：[iʁsɔ̃]），法国北部城市，上法兰西大区埃纳省的一个市镇，隶属于韦尔万区，其市镇面积为33.8平方公里，2022年1月1日时人口数量为8,565人，是该省人口第八多的市镇，在法国城市中排名第1,160位。
伊尔松位于埃纳省东北部，瓦兹河与格朗河交汇处，与诺尔省以及比利时接壤，历史上为军事战略要地，现代为一个区域性的中心城市。伊尔松因铁路而兴盛，是法国重要的铁路交通枢纽，有三条铁路线在此交汇。

## 地名来源
“伊尔松”一名最初于中世纪中期以的形式出现，该名称来源于拉丁语单词，意为“刺猬”，可能与当地的自然生物景观有关。

## 历史

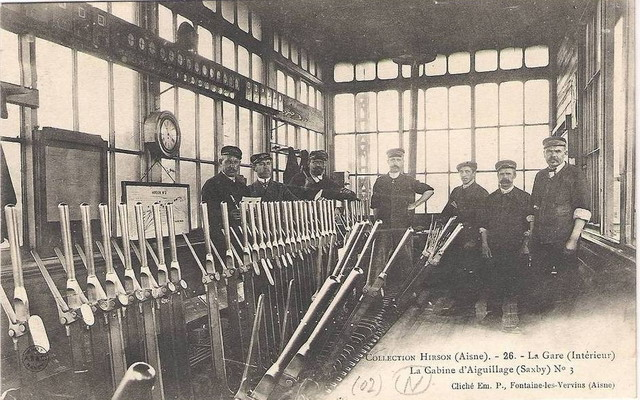
20世纪初伊尔松火车站调度室

伊尔松历史悠久，高卢时期为内尔维人的活动范围。中世纪初被法兰克人征服。公元10世纪时，伊尔松隶属于拉昂修道院，后者在瓦兹河和格朗河交汇处修建了一处圣母教堂，并在教堂后方开凿了人工运河，使得教堂成为了一处岛屿。当地封建领主在此修建了城堡。1156年，伊尔松获得市镇宪章，当地居民可进行自由的贸易往来，伊尔松的商业得到发展。中世纪末期，伊尔松遭遇黑死病疫情，当地人口数量急剧减少。三十年战争期间，西班牙军队占领此地，伊尔松城堡被烧毁。18世纪中早期，途径伊尔松的道路建成。1763年4月23日，当地一名小孩在玩火时不慎引燃整个伊尔松城，后逐渐恢复重建。法国大革命后，伊尔松成为埃纳省的一个市镇，彼时，当地人口数量约1,800。1815年，普鲁士军队曾入侵此地。工业革命期间，伊尔松成为重要的铁路枢纽，并建有调车场，当地出现了多个工业部门，城市人口数量快速上升。第二次世界大战后期，伊尔松火车站及市区曾遭到纳粹德军的猛烈轰炸。

## 地理

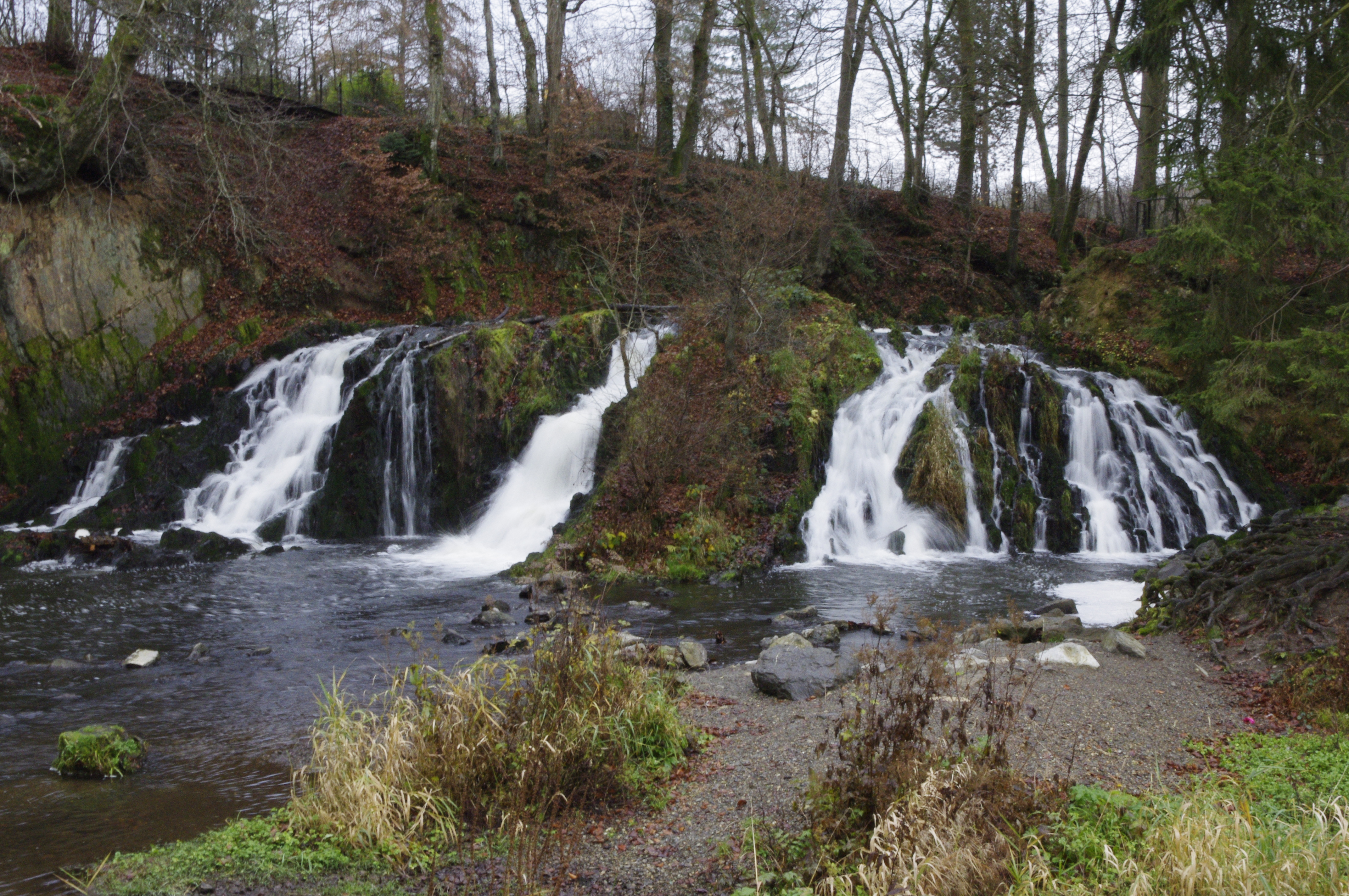
伊尔松境内的一条溪流

伊尔松位于法国北部，上法兰西大区东北部和埃纳省东北部，与诺尔省以及比利时接壤，距离省会拉昂大约63公里。与伊尔松接壤的市镇包括：比西伊、比尔、埃帕尔西、蒙德勒皮、讷沃迈松、圣米歇尔、阿诺尔、莫米尼。

### 地形
伊尔松位于阿登高原与法国北部低地平原的过渡地区，境内以浅丘为主，市中心地势自南向北略有抬升，全境全境海拔在157到268米之间。

### 水文
瓦兹河和格朗河在伊尔松市中心交汇，另有多条溪流分布于境内，属于塞纳河流域。

### 植被
伊尔松属于温带落叶林区，市区北部有大片天然森林。

### 气候
伊尔松在柯本气候分类法中属于温带海洋性气候。
伊尔松东南部的欧邦通境内设有气象站，以下为该气象站的数据（其中日照数据取自沙勒维尔-梅济耶尔气象站）：
| 欧邦通1981年－2019年 | 欧邦通1981年－2019年 | 欧邦通1981年－2019年 | 欧邦通1981年－2019年 | 欧邦通1981年－2019年 | 欧邦通1981年－2019年 | 欧邦通1981年－2019年 | 欧邦通1981年－2019年 | 欧邦通1981年－2019年 | 欧邦通1981年－2019年 | 欧邦通1981年－2019年 | 欧邦通1981年－2019年 | 欧邦通1981年－2019年 | 欧邦通1981年－2019年 |
| 月份                 | 1月                  | 2月                  | 3月                  | 4月                  | 5月                  | 6月                  | 7月                  | 8月                  | 9月                  | 10月                 | 11月                 | 12月                 | 全年                 |
| -------------------- | -------------------- | -------------------- | -------------------- | -------------------- | -------------------- | -------------------- | -------------------- | -------------------- | -------------------- | -------------------- | -------------------- | -------------------- | -------------------- |
| 历史最高温 °C（°F）  | 19 (66)              | 17 (63)              | 23 (73)              | 29 (84)              | 33 (91)              | 34.5 (94.1)          | 35.5 (95.9)          | 38 (100)             | 31 (88)              | 26 (79)              | 18.5 (65.3)          | 15 (59)              | 38 (100)             |
| 平均高温 °C（°F）    | 5.4 (41.7)           | 7.1 (44.8)           | 11.6 (52.9)          | 16.3 (61.3)          | 19.9 (67.8)          | 22.9 (73.2)          | 24.2 (75.6)          | 23.8 (74.8)          | 20.5 (68.9)          | 15.2 (59.4)          | 9 (48)               | 5.4 (41.7)           | 15.1 (59.2)          |
| 日均气温 °C（°F）    | 2.9 (37.2)           | 3.6 (38.5)           | 6.8 (44.2)           | 10.1 (50.2)          | 14 (57)              | 16.8 (62.2)          | 18.4 (65.1)          | 18 (64)              | 14.9 (58.8)          | 10.9 (51.6)          | 6.2 (43.2)           | 2.9 (37.2)           | 10.5 (50.9)          |
| 平均低温 °C（°F）    | 0.3 (32.5)           | 0.1 (32.2)           | 2 (36)               | 4 (39)               | 8 (46)               | 10.7 (51.3)          | 12.5 (54.5)          | 12.2 (54.0)          | 9.4 (48.9)           | 6.6 (43.9)           | 3.4 (38.1)           | 0.4 (32.7)           | 5.8 (42.4)           |
| 历史最低温 °C（°F）  | −19.5 (−3.1)         | −12 (10)             | −8.5 (16.7)          | −7 (19)              | −1 (30)              | 1 (34)               | 4 (39)               | 3 (37)               | 0 (32)               | −6 (21)              | −10 (14)             | −15 (5)              | −19.5 (−3.1)         |
| 平均降水量 mm（）    | 99.2 (3.91)          | 77.9 (3.07)          | 86.4 (3.40)          | 65.4 (2.57)          | 77.7 (3.06)          | 74.9 (2.95)          | 79.9 (3.15)          | 81 (3.2)             | 69.1 (2.72)          | 91.2 (3.59)          | 90.6 (3.57)          | 106.4 (4.19)         | 999.7 (39.36)        |
| 月均日照時數         | 53.6                 | 66.5                 | 118.5                | 163.5                | 186.6                | 195.2                | 206.3                | 196.9                | 143.5                | 97.2                 | 45.6                 | 42.6                 | 1,516                |
| 来源：infoclimat.fr  |                      |                      |                      |                      |                      |                      |                      |                      |                      |                      |                      |                      |                      |

## 行政区划
伊尔松是法国上法兰西大区埃纳省的一个市镇，编号为02381。伊尔松隶属于韦尔万区和埃纳省第三选区，管理伊尔松县，同时也是三河地区市镇公共社区内人口最多的市镇。
法国国家统计与经济研究所（简称）在进行数据统计时，将伊尔松及相邻比尔设为伊尔松城市核心区，并将包括核心区在内的周边共3个市镇划为伊尔松城市区。同时，还将伊尔松市镇分为了4个“块区”（IRIS），以便于统计人口分布情况。

## 交通

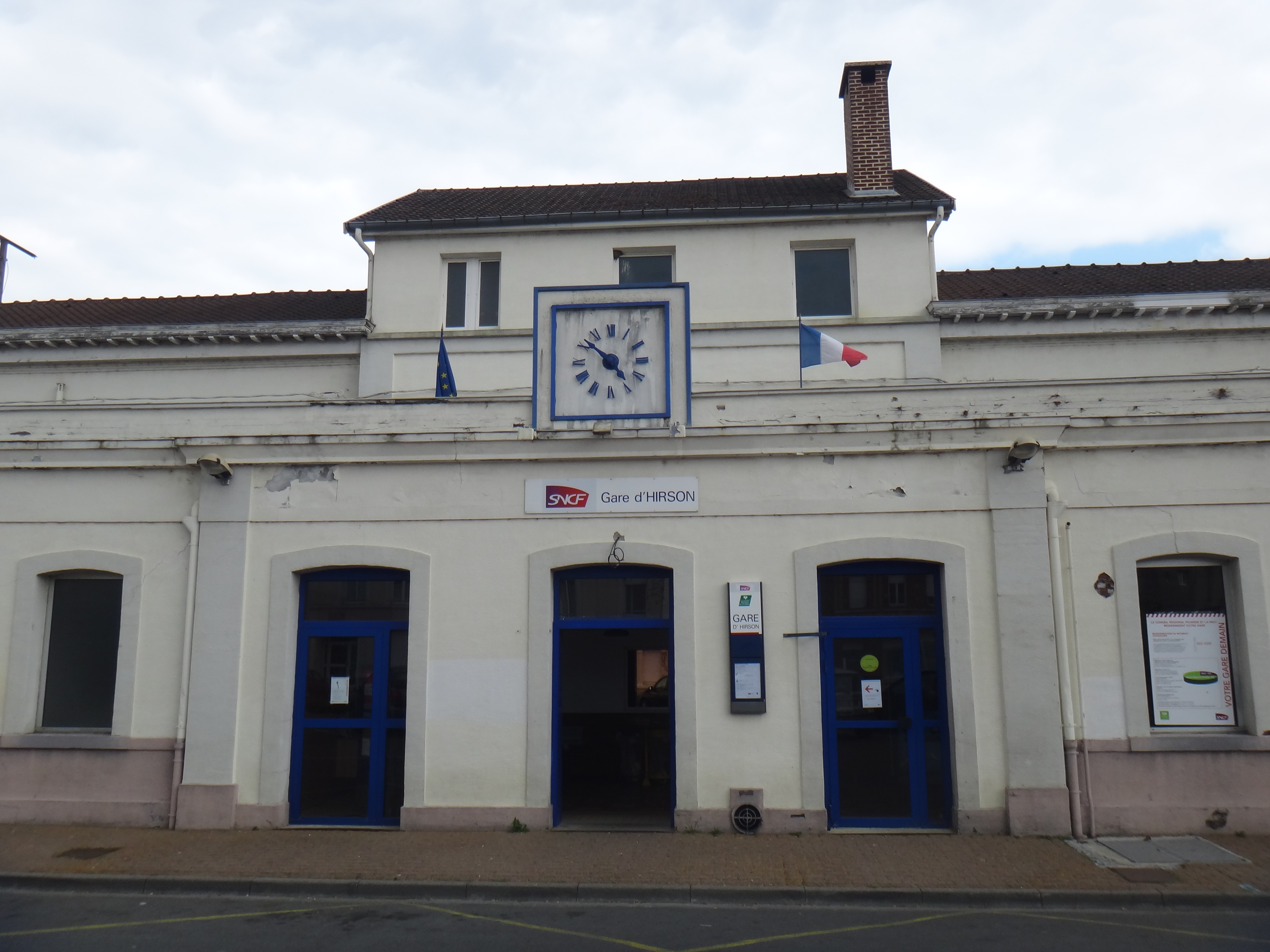
伊尔松火车站

### 公路
多条埃纳省省道在伊尔松境内交汇，上法兰西大区下属的城际客运提供巴士线路，可前往拉昂、圣康坦、沙勒维尔-梅济耶尔等地。
2017年，58.9%的伊尔松家庭拥有至少一辆的私人汽车。2018年，伊尔松境内共发生各类交通事故3起，造成8人受伤。

### 铁路
伊尔松位于圣但尼－伊尔松铁路、里尔－伊尔松铁路和伊尔松－阿马涅-吕基铁路三条铁路的交汇处，是法国北部重要的铁路枢纽。伊尔松站位于市区南部，该站停靠前往拉昂、里尔和沙勒维尔-梅济耶尔三个方向的区域列车，其中往返于里尔和沙勒维尔之间的部分班次在节假日贯通运行。除伊尔松站外，伊尔松市区北部还有“伊尔松学校站”（Gare d'Hirson-École），后者为一个铁路乘降所，供当地居民通勤使用。

### 航空
距离伊尔松最近的民用航空站为沙勒鲁瓦机场，距离伊尔松市中心的公路里程约87公里。

### 城市公共交通
伊尔松暂无城市公共交通系统。

## 政治

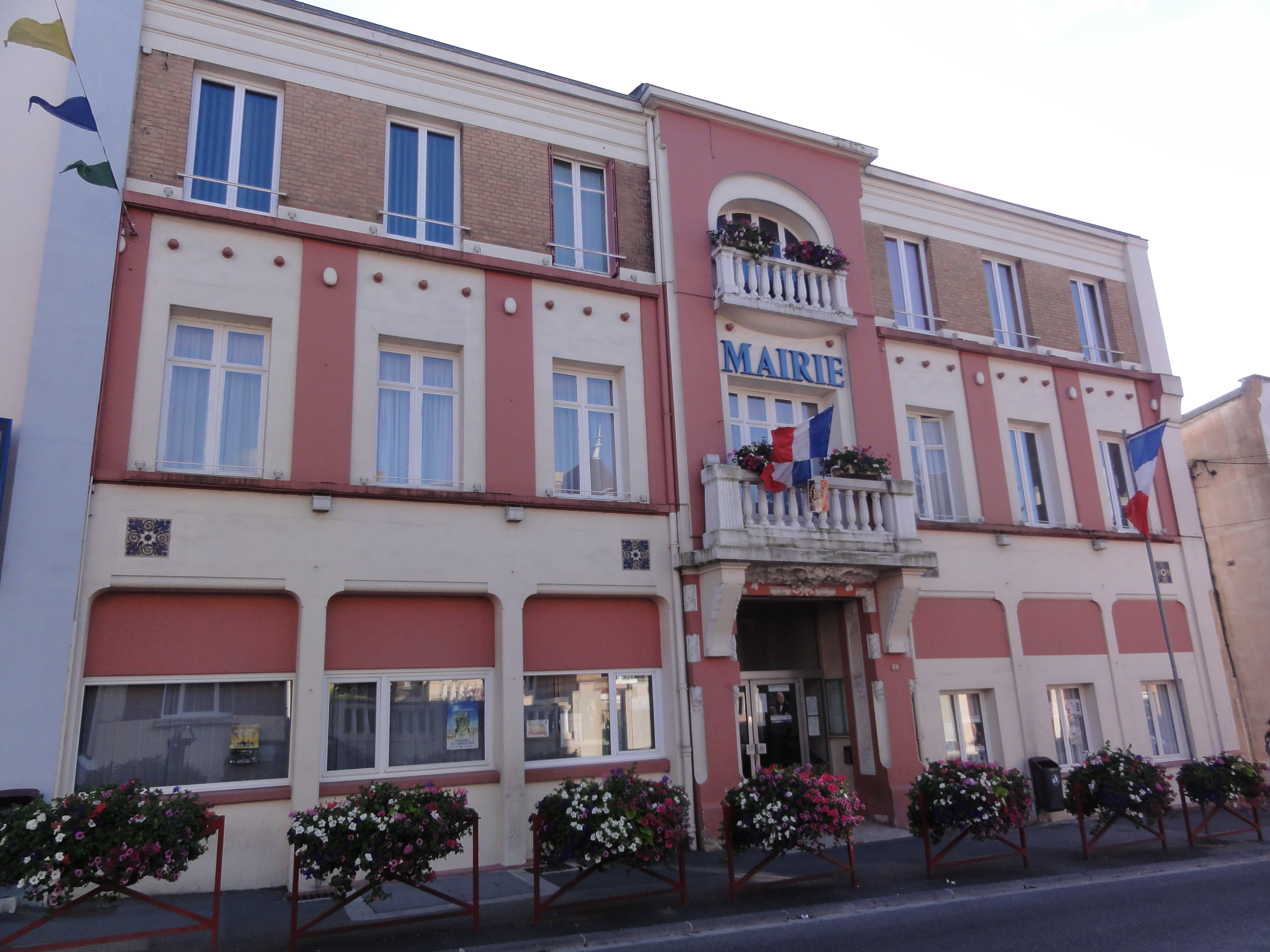
伊尔松市政厅

伊尔松的现任市长为让-雅克·托马先生（Jean-Jacques Thomas），他是社会党的一名成员，在2020年的市政选举中获得了56.93%的支持率。
在2017年的法国总统大选中，民族阵线主席让-玛丽·勒庞在伊尔松获得了54.68%的支持率。
| 伊尔松历届市长 |                      |                      |
| 任期           | 市长                 | 党派                 |
| 1944年－1945年 | 皮埃尔-路易·弗雷内尔 | 不详                 |
| 1945年－1947年 | 亨利·普拉            | 不详                 |
| 1947年－1965年 | 路易-雷蒙·菲舍尔     | SFIO工人国际法国支部 |
| 1965年－1971年 | 伊夫·阿里            | 無黨籍               |
| 1971年－1983年 | 雷蒙·马乌多          | PCF法国共产党        |
| 1983年－1995年 | 乔治·拉佩里          | RPR保衛共和聯盟      |
| 1995年－       | 让-雅克·托马         | PS社会党             |

## 人口
2017年，伊尔松市镇人口数量为8,813，在法国排名第1,160位。其中男性4,151人，女性4,662人，75岁及以上人口占9.2%，外籍人口数量为2,108人，人口密度为261人/平方公里，当地居民被称为（男性）或（女性）。2018年，伊尔松境内出生106人，死亡人口132人。
| 年份   | 1936   | 1946   | 1954   | 1962   | 1968   | 1975   | 1982   | 1990   | 1999   | 2006  | 2007  | 2012  | 2017  |
| ------ | ------ | ------ | ------ | ------ | ------ | ------ | ------ | ------ | ------ | ----- | ----- | ----- | ----- |
| 人口數 | 11,203 | 10,462 | 11,134 | 11,715 | 11,858 | 11,986 | 11,348 | 10,173 | 10,337 | 9,660 | 9,473 | 9,348 | 8,813 |

## 经济
伊尔松是一个区域性的中心城市，当地共有各类用人单位689家，其中98.04%为中小型企业（PME），平均历史为20年，房产、专业销售和社会服务是当地企业数量最多的三个门类。

## 财政收入
2018年，伊尔松的财政收入总额为12,892,300欧元，财政支出总额为11,882,400欧元，当年的债务总额为15,427,300欧元。
2015年，伊尔松的人均收入总额为2,371欧元，其中高职人员为3,719欧元，普通职员为1,743欧元。
2017年，伊尔松境内的青壮年（15至64岁）失业率为30.5%，当地24.9%的家庭拥有纳税资格。

## 社会事务

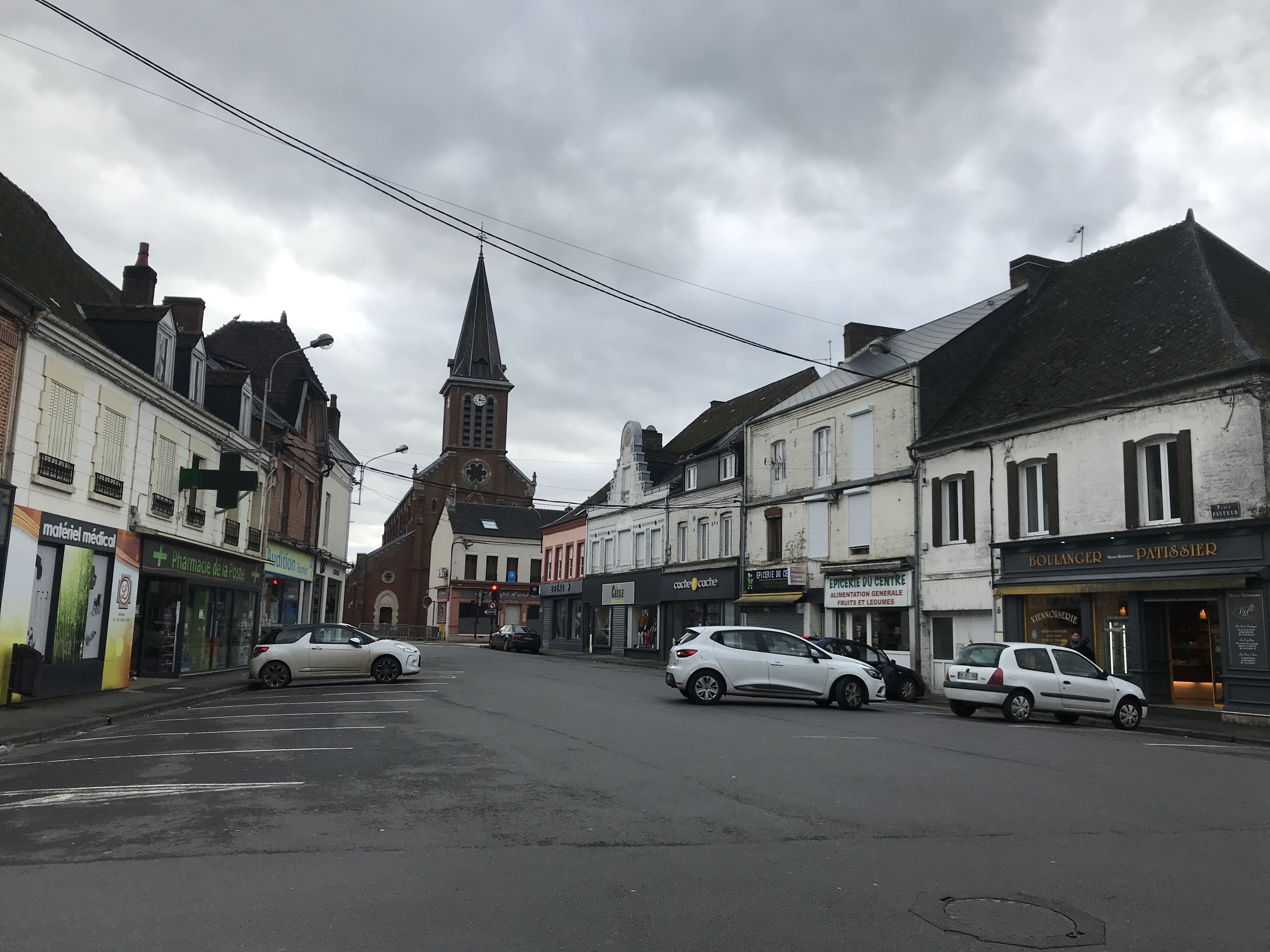
巴斯德广场

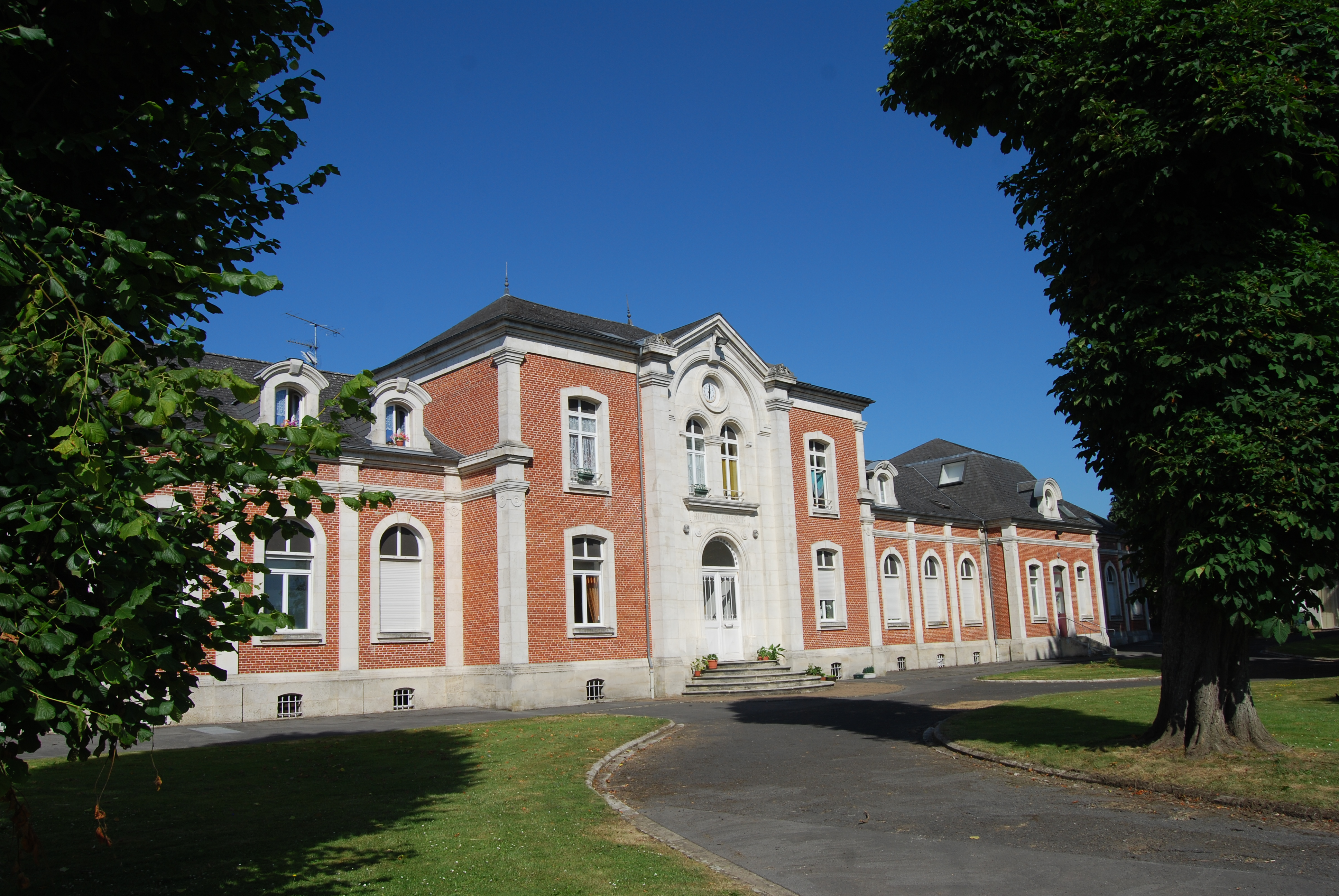
布里塞医院

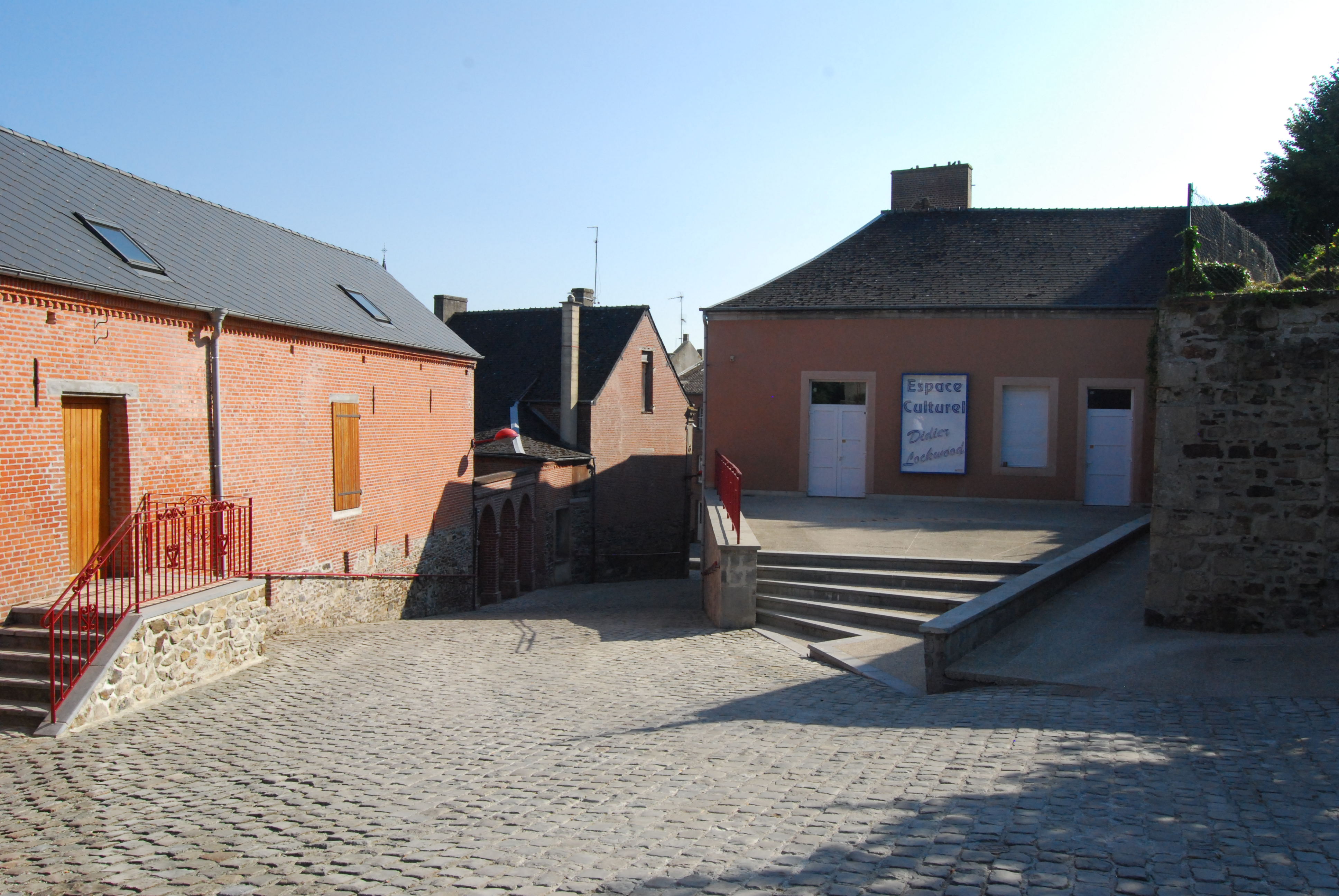
伊尔松的一处活动中心

### 教育
伊尔松属于里尔学区。截止2019年1月1日，伊尔松境内共有5所幼儿园、5所小学、2所初级中学、1所普通高中和1所职业高中。2018至2019学年度，伊尔松境内共有在校中等教育阶段学生1,433名。

### 医疗
截止2019年1月1日，伊尔松境内共有全科医生11名、保健师11名、牙医6名和助产士2名。境内共有药房5家和养老院2家。
伊尔松中心医院，全名为“伊尔松布里塞中心医院”（Centre Hospitalier Brisset d'Hirson），是法国的一个区域性医疗机构，其主病区位于伊尔松市区，设有床位90个，是当地规模最大的公立综合性医院。

### 住房
2017年，伊尔松境内共有各类住房4,851套，其中68.8%为独立式居民区，30.6%为集中式居民区。常住房屋占伊尔松市镇范围内居民建筑总量的90.1%。

### 商业
2018年，伊尔松境内共有各类实体商铺151家，其中餐厅20家、大型超市7家、杂货店1家、面包房6家、肉铺6家、书店3家、银行门店7家、美容美发店10家、汽车维修店9家。市区东南部建有欧尚大型购物中心。

### 体育
2019年，伊尔松境内共有2家游泳池、4间体育馆、2座综合体育场、4处网球场、1处马术场、4处足球或橄榄球场以及1处篮球或排球场。
比尔-伊尔松-蒂耶拉什联合体育俱乐部（Union Sportive Buire Hirson Thiérache）是当地的一支足球队，2020至2021赛季参加上法兰西大区足球联赛。

### 环境
伊尔松的环境事务由其所属的公共社区负责。2018年，伊尔松境内共有2家污染企业。

### 治安
2018年，伊尔松市镇范围内有1处宪兵队。
2014年，伊尔松及附近地区共发生各类案件2,146起，其中盗窃类案件1,254起，经济类案件170起，毒品交易类案件146起。

## 文化
2019年，伊尔松境内共有1家电影院和1家博物馆。伊尔松市政府提供多媒体中心，向公众全年开放。

### 建筑
伊尔松境内有多处法国国家文物保护单位，其中耶稣之子圣泰雷斯教堂、卢尔德圣母教堂等为当地的代表性建筑物。

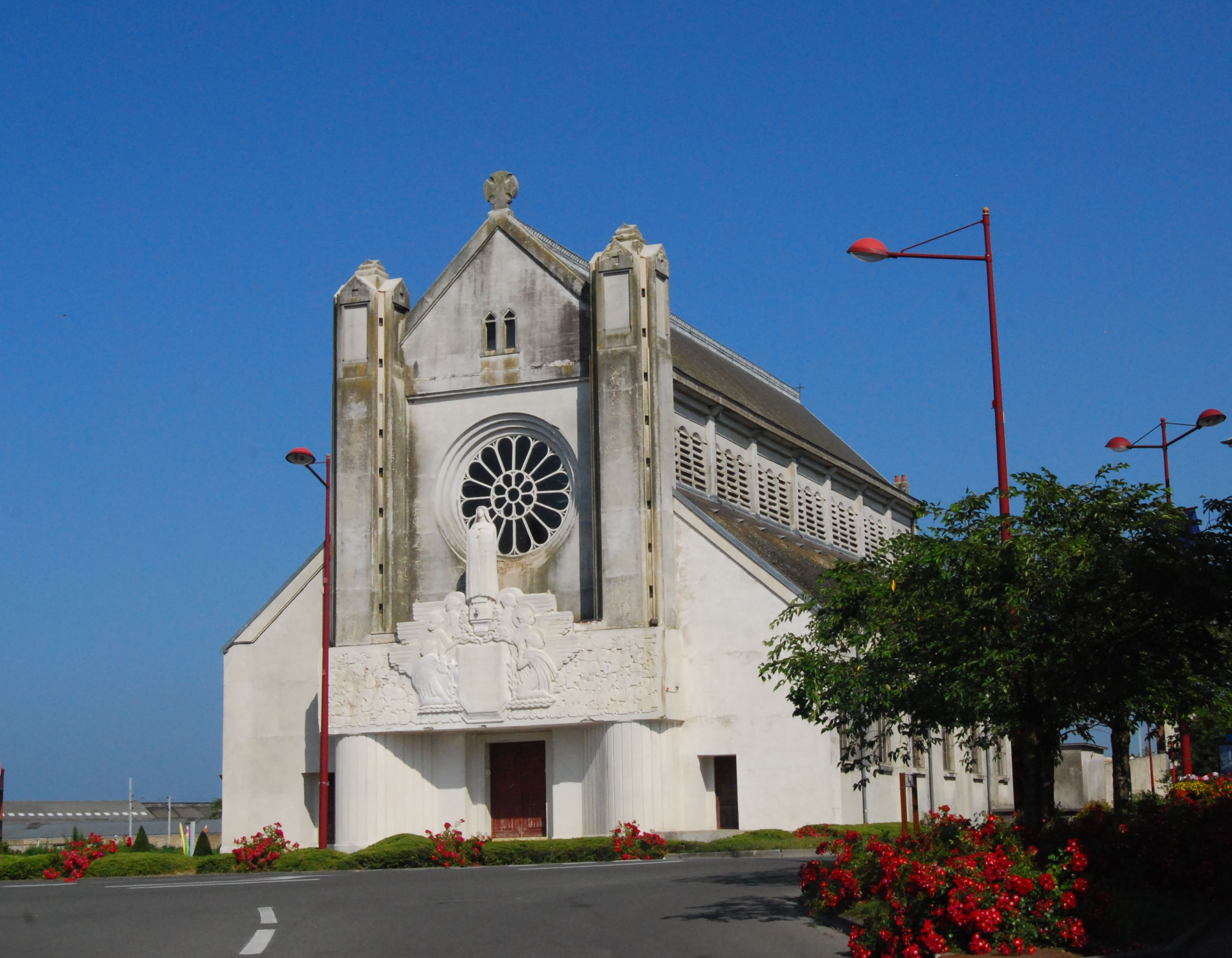
耶稣之子圣泰雷斯教堂（法语：Église Sainte-Thérèse-de-l'Enfant-Jésus de Hirson）
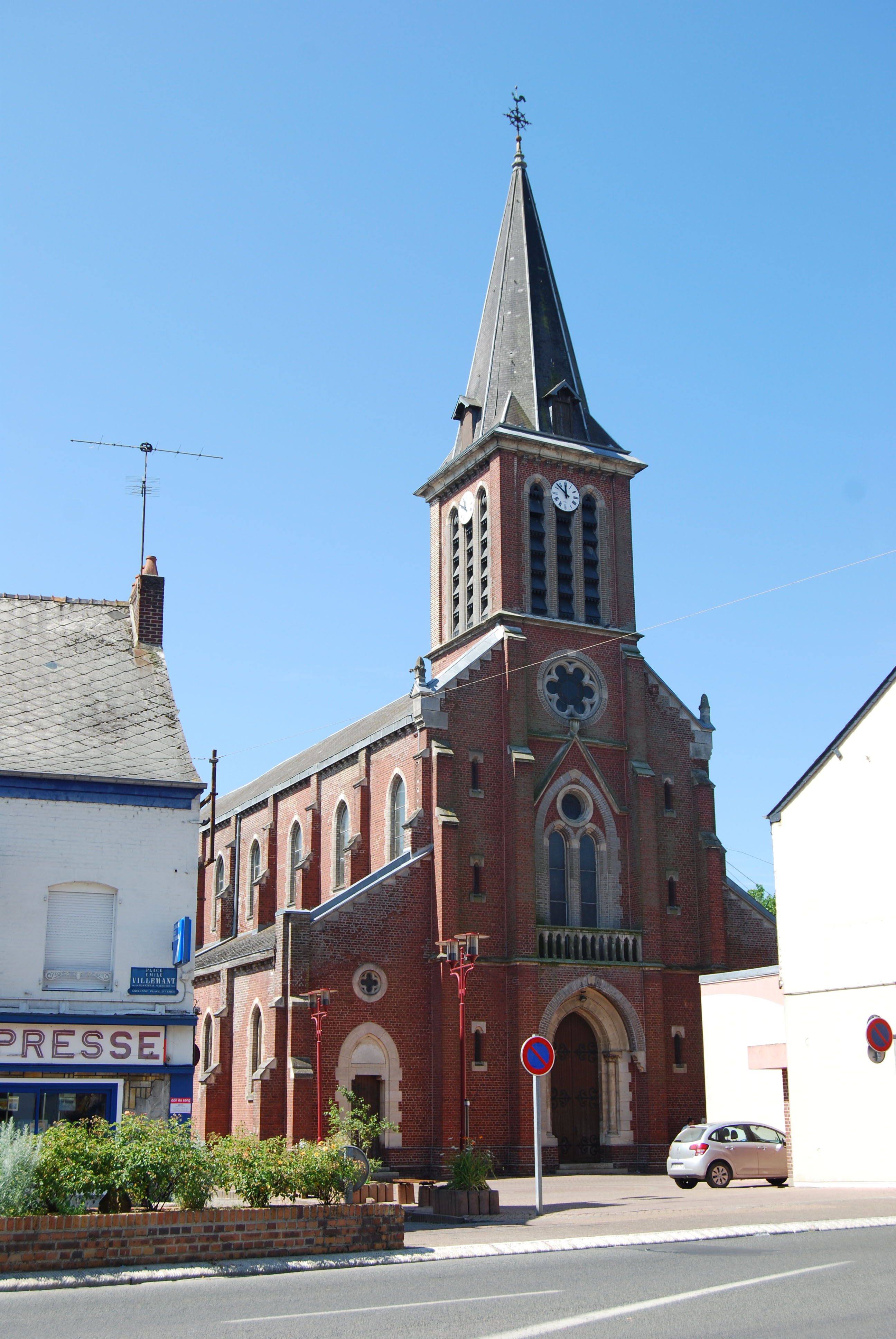
卢尔德圣母教堂（法语：Église Notre-Dame-de-Lourdes d'Hirson）
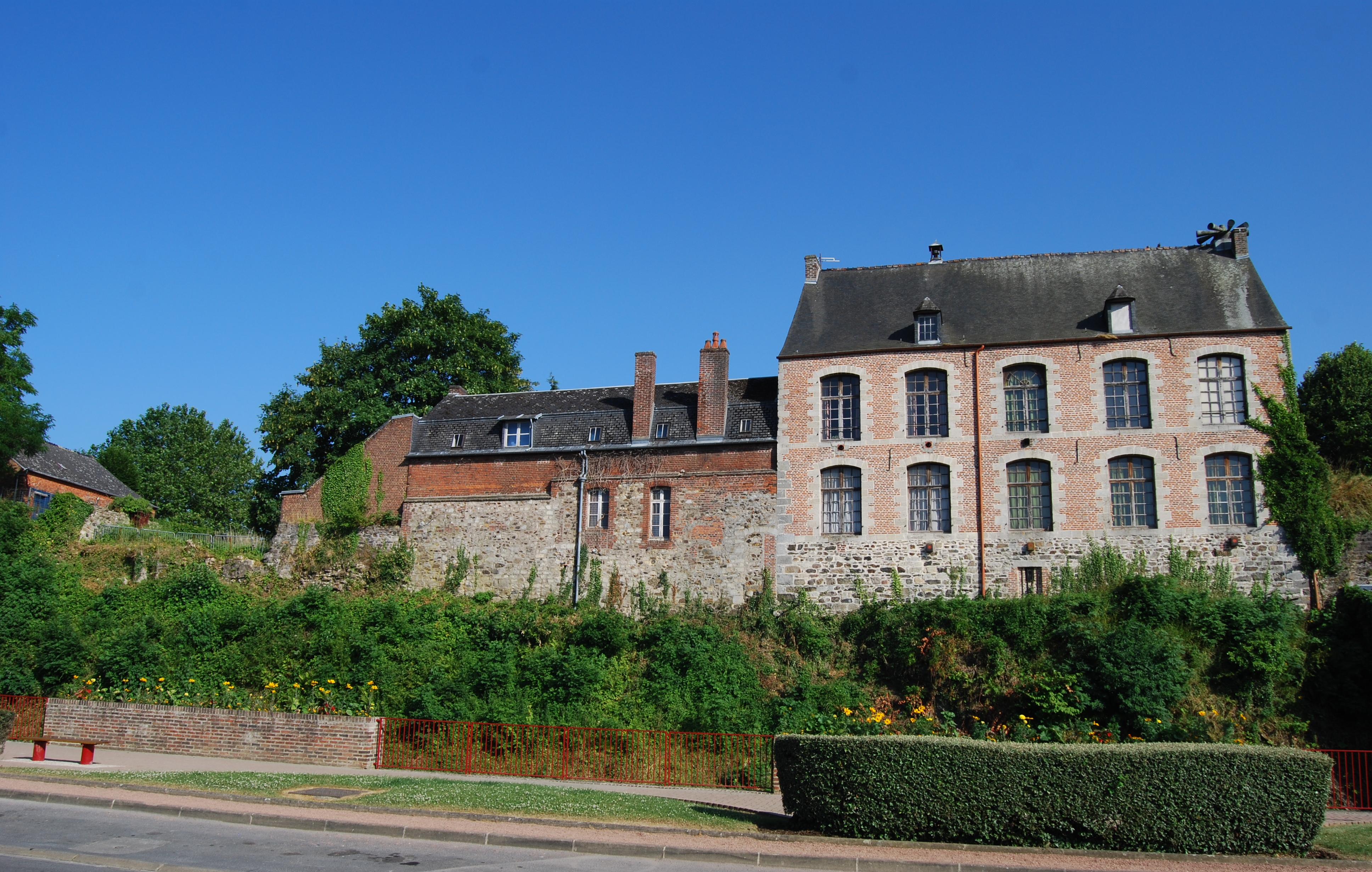
伊尔松城堡旧址
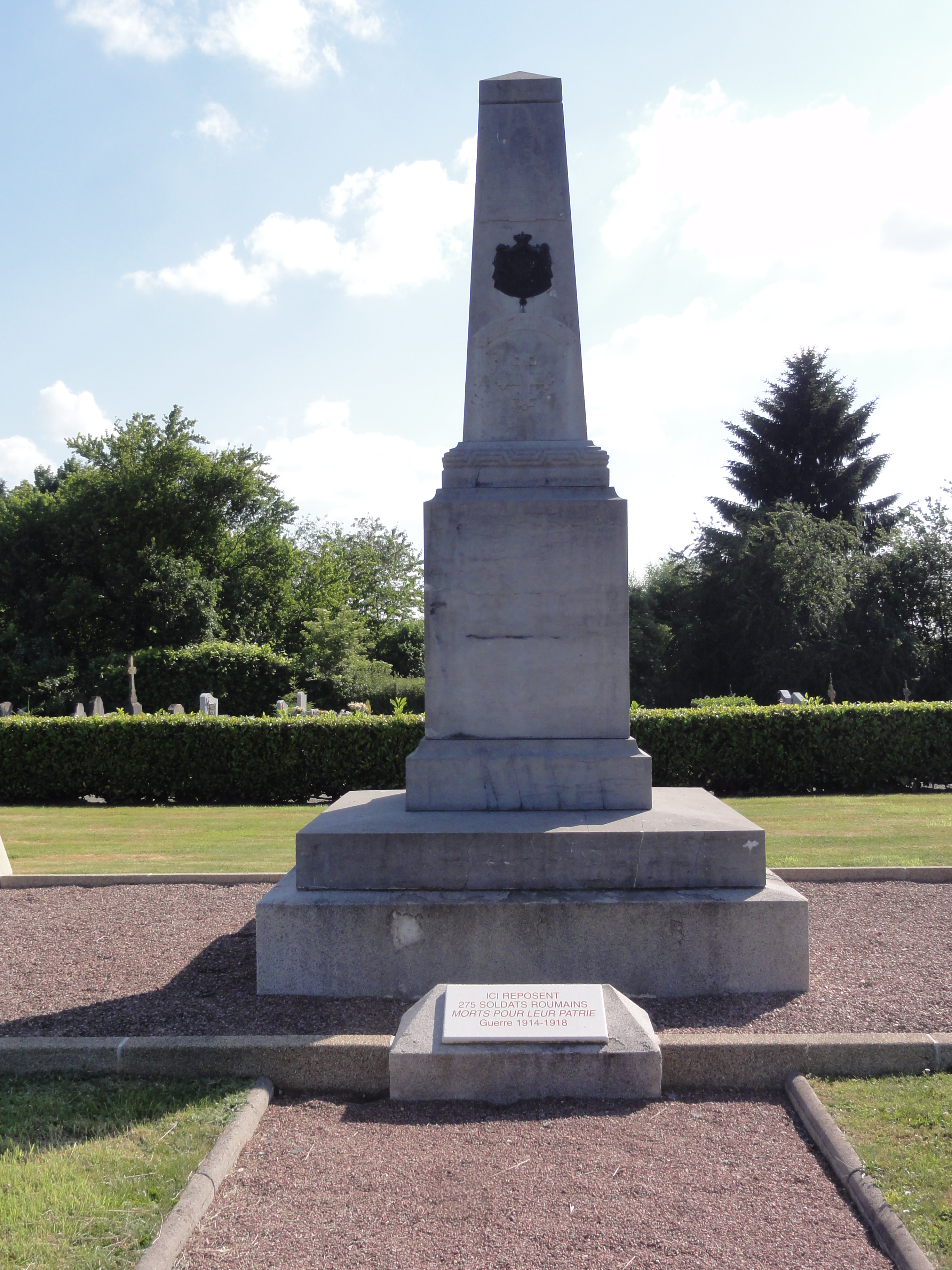
二战纪念碑
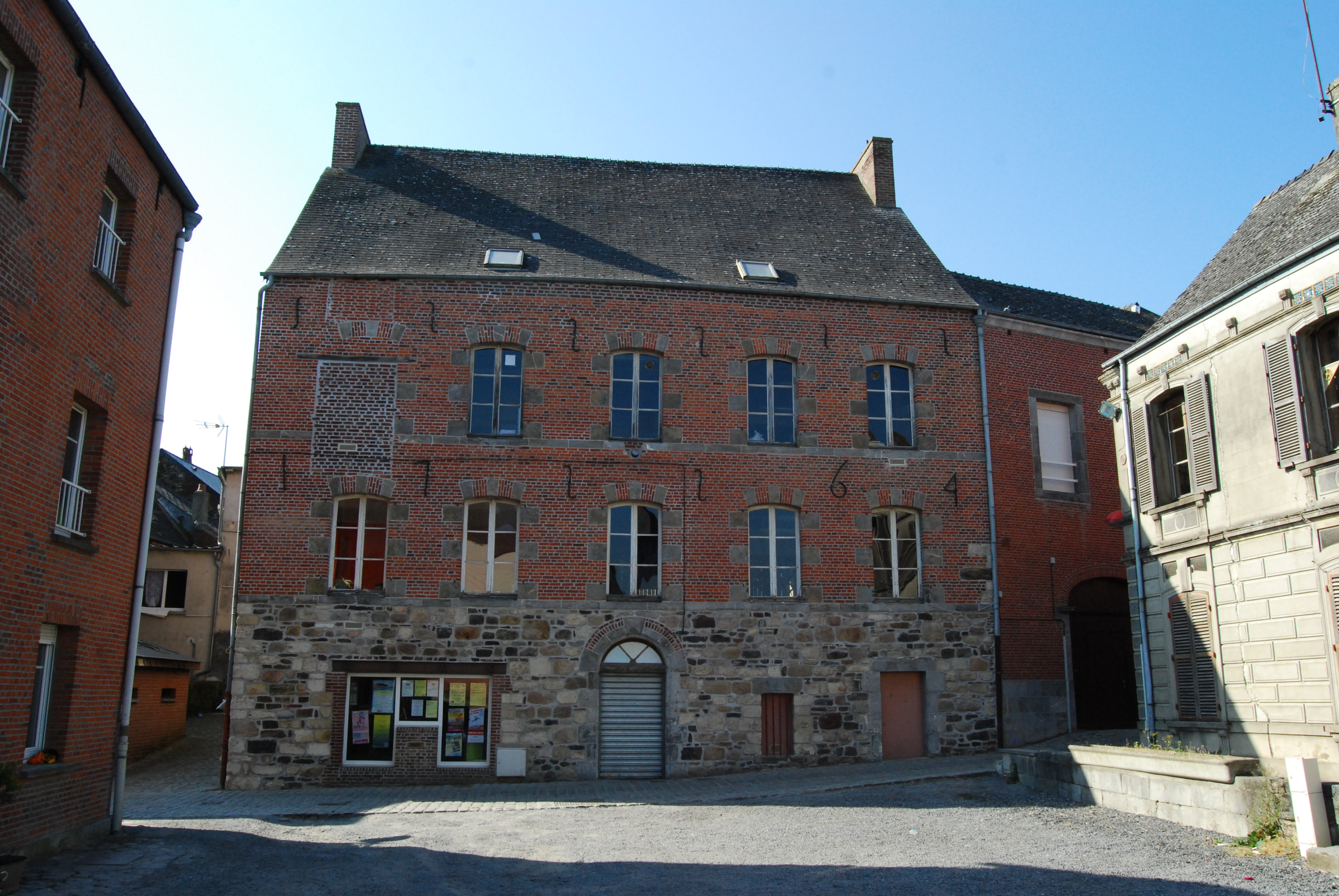
市中心历史民居

### 旅游
伊尔松的旅游事务由其所属的公共社区负责。2020年，伊尔松境内共有1个露营地，可容纳共45辆露营车。

### 媒体
法国主要的媒体均可在伊尔松接收，法国电视三台下属的上法兰西大区频道在部分时段播出伊尔松所属区域的地方新闻。
蓝色法兰西皮卡第频道在伊尔松设有一处分支。
伊尔松民间在Facebook上建有名为的主页。

## 相关人物
法国外科医生让-安托万·布里塞出生于伊尔松，当地的中心医院以其命名。

## 友好城市
截至2020年11月，伊尔松共与三座城市互为友好城市关系：
- 德国 施兰贝格
- 德国 柯尼希塞
- 比利时 马尔西内勒